# 贡纳尔·耶尔维尔
贡纳尔·耶尔维尔（瑞典語：Gunnar Jervill，1945年11月23日—），瑞典男子射箭运动员。他曾代表瑞典参加1972年和1976年夏季奥林匹克运动会射箭比赛，其中1972年奥运会获得一枚银牌。